# Zapașka, Mala Vîska
Zapașka (în ucraineană Запашка) este un sat în comuna Hmelove din raionul Mala Vîska, regiunea Kirovohrad, Ucraina.

## Demografie
Componența lingvistică a localității Zapașka
     Ucraineană (100%)
Conform recensământului din 2001, toată populația localității Zapașka era vorbitoare de ucraineană (100%).